# Euphrasia putoranica
Euphrasia putoranica är en snyltrotsväxtart som beskrevs av N. Vodopianova. Euphrasia putoranica ingår i släktet ögontröster, och familjen snyltrotsväxter. Inga underarter finns listade i Catalogue of Life.